# Asta giudiziaria

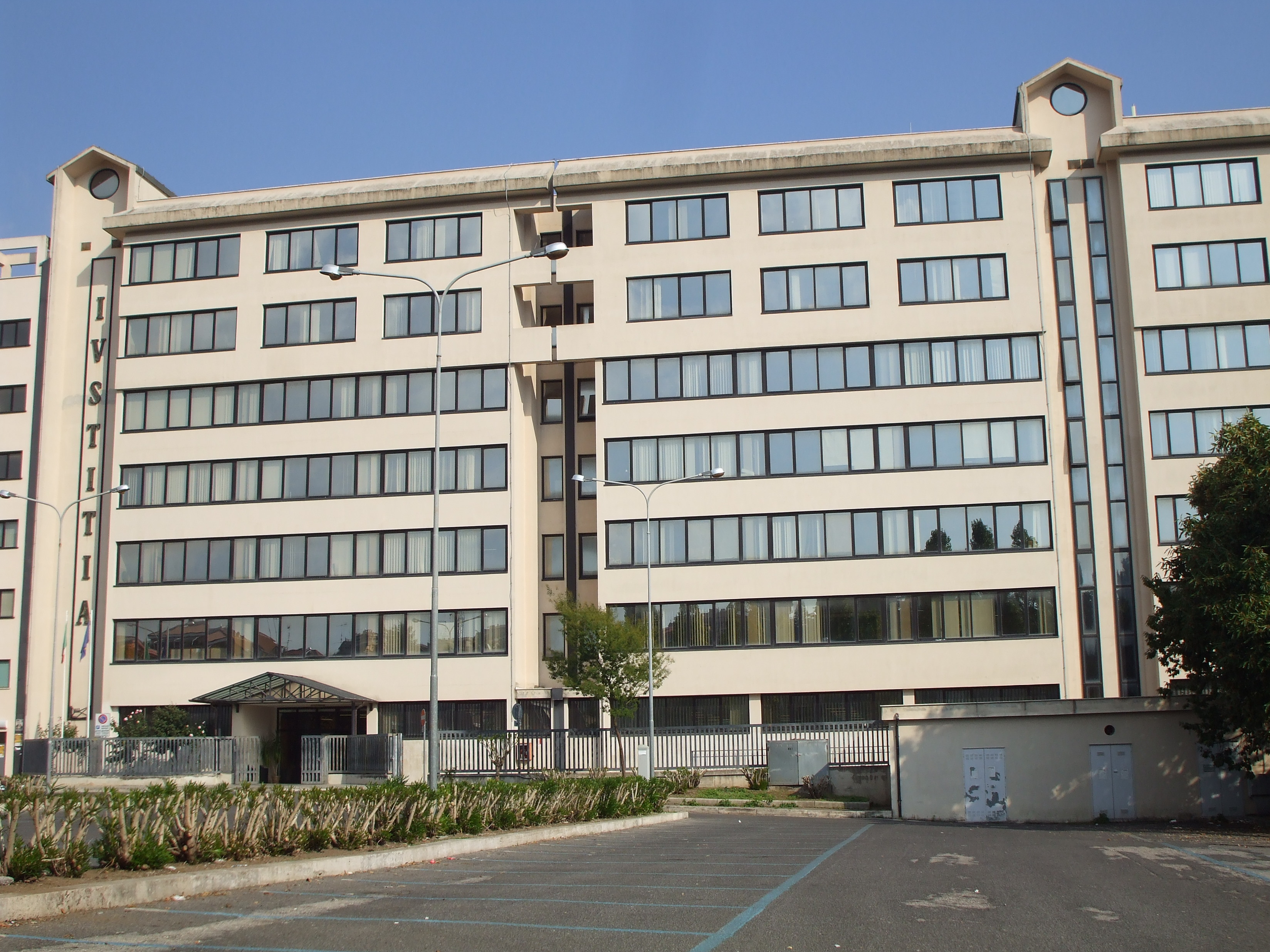
Il tribunale di Velletri

Un'asta giudiziaria è una particolare attività processuale che si tiene presso l'ufficio aste giudiziarie dei tribunali, e attraverso cui il giudice dell’esecuzione, a seguito di un'esecuzione immobiliare o di un fallimento, dispone la vendita forzata di uno o più beni mobili o immobili di proprietà dell'esecutato o del fallito, al fine di ottenere una liquidità con la quale soddisfare, in tutto o in parte, i creditori intervenuti nel processo.

## Tipi di asta
L'asta può avvenire secondo diverse modalità telematiche attraverso la vendita "senza incanto" La vendita senza incanto viene adottata per i beni immobili, mentre per i beni mobili, specie se di piccolo valore, il giudice può adottare anche la vendita a trattativa privata.
L’asta prevede che, in caso di più offerenti, si svolga una gara.
La gara si svolge in udienza davanti al giudice o a un suo delegato, secondo le modalità indicate più avanti.
Nella vendita senza incanto l'offerta è immediatamente impegnativa per chi la presenta; non è quindi possibile revocarla e, se si è l'unico offerente, si è obbligati all'acquisto; in caso di rifiuto si perde la cauzione. L'aggiudicazione fatta in udienza è definitiva; fatti salvi i rari casi di istanza di assegnazione qualora il prezzo di aggiudicazione non raggiunga la base d’asta.

## Modalità di partecipazione alle aste
Le vendite relative agli immobili soggetti a esecuzione immobiliare o procedure fallimentari e concorsuali sono effettuate dai magistrati del Tribunale, o per delega, dai notai, avvocati o commercialisti (Legge 3 agosto 1998, n. 302).
Tutti possono partecipare all'acquisto di immobili sottoposti a pignoramento o fallimento, con l'eccezione del debitore esecutato o fallito (art. 579 c.p.c.). 
Se l'offerente non vorrà o potrà partecipare fisicamente all'udienza, dovrà dare procura speciale notarile.
Nel caso infine in cui l'offerente, nella sua offerta, non voglia rivelare il proprio nome (cd. offerta per persona da nominare), riservandosi di comunicarlo solo entro 3 giorni dopo l’aggiudicazione avvenuta, dovrà servirsi di un avvocato (art. 583 c.p.c.).
Le modalità dell'incanto sono contenute nell'ordinanza di vendita; in particolare l'eventuale suddivisione dei beni in uno o più lotti, il prezzo base dell'incanto, il giorno e l'ora dell'incanto, l'ammontare della cauzione, la misura minima dell'aumento delle offerte e il termine, non superiore a 120 giorni dall'aggiudicazione, entro il quale il prezzo deve essere depositato e le modalità di deposito (art. 581 c.p.c.).
L'offerta di partecipazione all'incanto deve essere depositata nella Cancelleria del Tribunale (Sezione Esecuzione Immobiliare o Sezione Fallimentare) ovvero secondo le indicazioni del Delegato o Curatore, con l'indicazione della procedura e dei beni (Lotti) che si intende acquistare (art. 580 c.p.c.). Alla domanda soggetta all'imposta di bollo di 16,00 euro deve allegarsi generalmente il 10% della offerta fatta; alcuni tribunali chiedono anche, in aggiunta, un deposito per spese. È necessario comunque far riferimento all'ordinanza del singolo giudice o all’avviso di vendita anche per sapere a chi deve essere intestato l'assegno (es. procedura esecutiva, oppure Giudice dell'Esecuzione o ancora Giudice del Fallimento, ovvero Fallimento o Notaio Delegato). La domanda deve essere depositata solitamente entro le ore 13:00 del giorno precedente la vendita.
La domanda è presentata in busta chiusa, senza che all'esterno sia indicato il nome dell'offerente (art. 571 c.p.c.); è invece identificato chi materialmente la consegna. Gli assegni sono inseriti all'interno di essa.
Gli assegni, che valgono a titolo di anticipo sul prezzo e sugli oneri di aggiudicazione, vengono restituiti al termine della gara in caso di mancata aggiudicazione.
In sede d'asta gli acquirenti effettuano rilanci a voce, con aumenti superiori al rilancio minimo stabilito nel bando.
Quando sarà rimasto un solo compratore interessato al rilancio, il lotto viene aggiudicato con un verbale di aggiudicazione temporanea.
Una volta in presenza di aggiudicazione, l'aggiudicatario deve versare nel termine (massimo 120 gg.) e nel modo indicato dal delegato alla vendita il prezzo oltre le imposte e le spese accessorie. In caso di inadempienza dell'aggiudicatario nel termine stabilito, il giudice pronuncia con decreto la decadenza dell'aggiudicatario e la perdita della intera cauzione (oltre al pagamento dell'eventuale differenza tra il proprio prezzo di aggiudicazione non saldato e un prezzo di aggiudicazione inferiore dell'asta successiva) a titolo di multa e quindi dispone un nuovo incanto (art. 587 c.p.c.)
In alcuni casi le aste non ricevono offerte (cd. "asta deserta"): in questo caso è compito del giudice stabilire una nuova data per un'altra asta, solitamente con prezzo di partenza ridotto.

## Possibilità di esaminare i beni prima della offerta
La legge (art. 560 c.p.c.) stabilisce che il giudice, in previsione della vendita, nomini un custode dei beni e che stabilisca nella sua ordinanza le modalità con i quali gli interessati all'acquisto possano prendere visione dei beni stessi. 
Per gli immobili, il custode, in genere previo appuntamento, accompagna in loco gli interessati.
L'interessato ha anche diritto di consultare la relazione di stima che viene redatta, su richiesta del giudice, da un esperto da lui nominato.
In quasi tutti i casi è possibile scaricare tale documento dal sito del Tribunale (vedi sotto); altrimenti si può interpellare il Custode o la Cancelleria.

## Che cosa viene venduto nelle aste
Nelle aste giudiziarie possono essere venduti sia beni mobili sia immobili. In ogni asta può essere presente uno o più lotti. Si elencano qui di seguito, le categorie di lotti più frequenti:

### Asta mobiliare

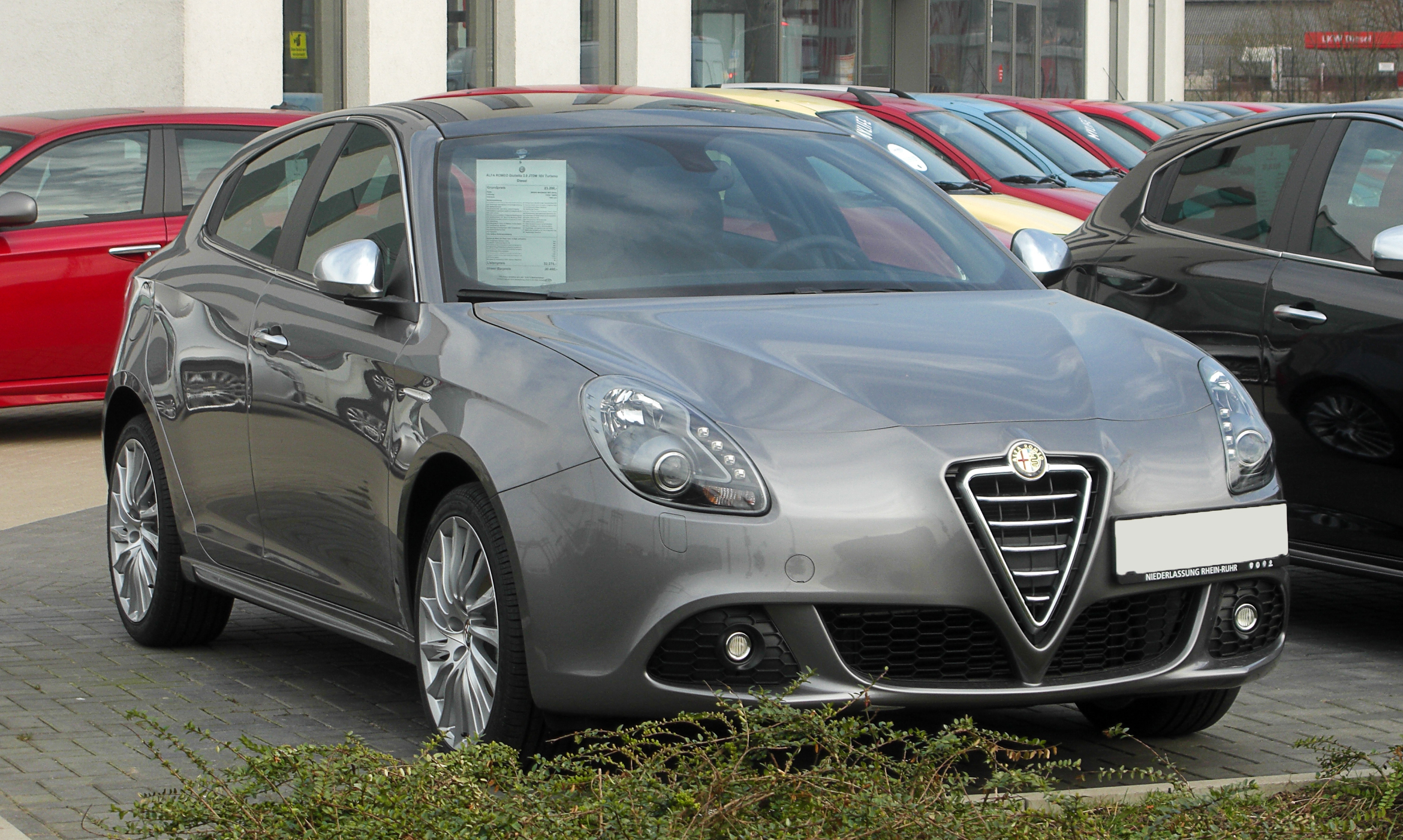

motoveicoli, autovetture, motocicli, furgoni, camion, autoarticolati, rimorchi, imbarcazioni, motori, autocarri, attrezzature, utensili, arredi casa, arredi ufficio, scaffalature, computer, impianti di produzione, strutture in legno e metallo, pannelli solari, frigoriferi, forni per pizza, oggetti d'arte, quadri, gioielli, abbigliamento, materie prime, semi lavorati, prodotti finiti.

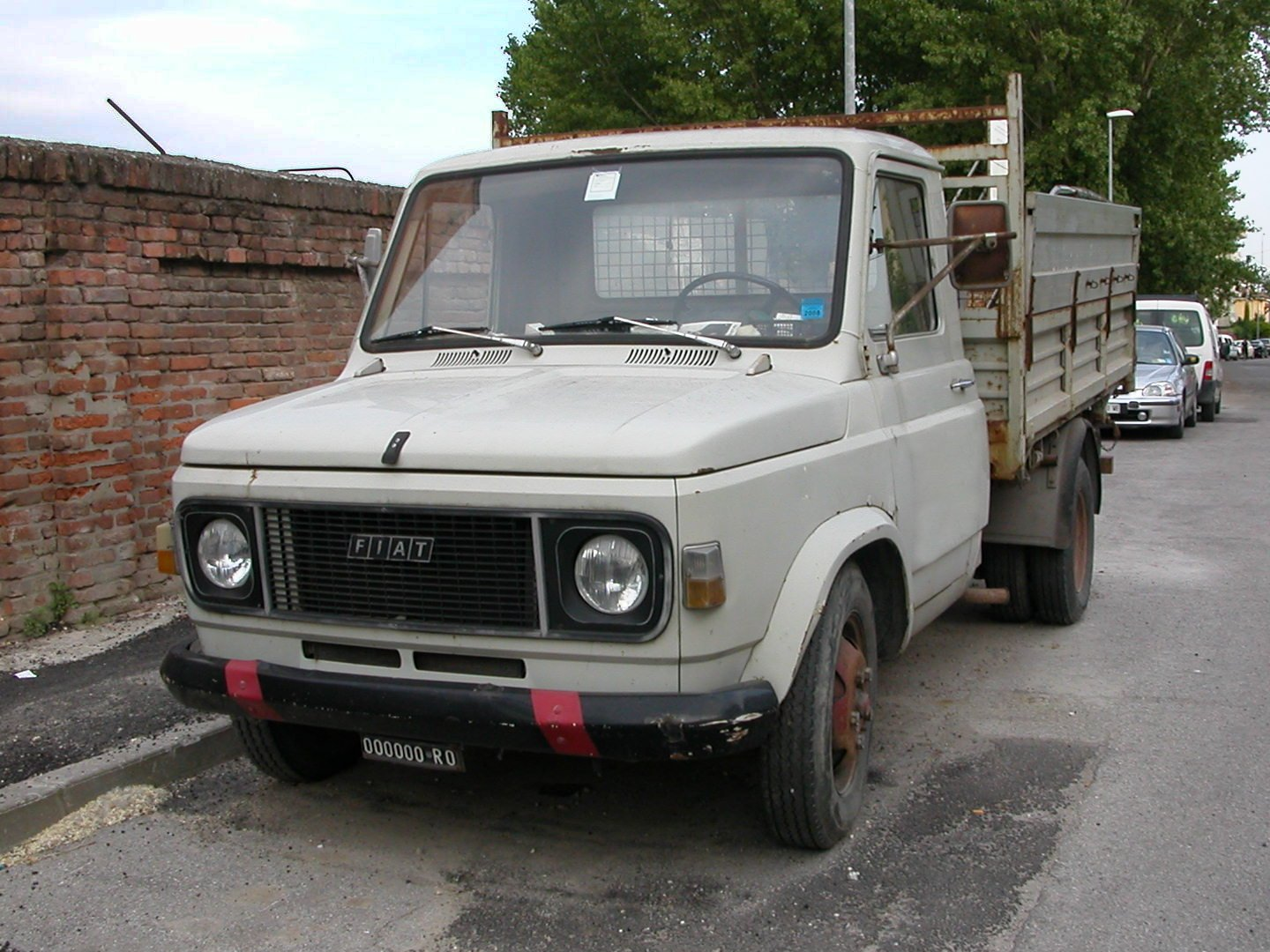

### Asta immobiliare
Le aste immobiliari si distinguono da altri tipi di aste per alcune caratteristiche chiave:
1. Bene Immobile: L'oggetto di un'asta immobiliare è sempre un bene immobile, come una casa, un appartamento, un terreno o un edificio commerciale. Questo differisce dalle aste di beni mobili, dove vengono venduti oggetti fisici come veicoli, mobili o oggetti d'arte. I beni che rientrano nelle aste immobiliari sono: abitazione, albergo, alloggio, appartamento, azienda, azienda agricola, azienda commerciale, bifamiliare, cantina, capannone, capannone industriale, cava, complesso aziendale, complesso immobiliare, complesso industriale, edificio, edificio industriale, fabbricato, fabbricato commerciale, Fabbricato industriale, fabbricato rurale, garage, laboratorio, lastrico solare, locale, locale commerciale, locale magazzino, magazzino, monolocale, negozio, opificio, palazzina, pizzeria, podere, posto auto, ripostiglio, terreno, terreno edificabile, ufficio, unità immobiliare, villa, villino.
2. Processo Pubblico: Le aste immobiliari sono generalmente processi pubblici e aperti, il che significa che sono accessibili a chiunque soddisfi i requisiti minimi di partecipazione. Questa trasparenza distingue le aste immobiliari da altre forme di vendita private o negoziati segreti.
3. Competizione Aperta: Nelle aste immobiliari, i partecipanti offrono pubblicamente e in modo competitivo per l'acquisto della proprietà. Ogni offerente può vedere le offerte degli altri e fare offerte superiori, rendendo il processo aperto e concorrenziale.
4. Valutazione Precedente: Prima dell'asta, la proprietà viene valutata e documentata in modo dettagliato. Queste informazioni sono rese disponibili ai potenziali acquirenti, consentendo loro di fare offerte informate.
5. Prezzo Determinato dall'Offerta: Il prezzo finale di vendita di un immobile all'asta è determinato dall'offerta più alta presentata da un partecipante. Questo differisce dalla vendita tradizionale, in cui il prezzo potrebbe essere negoziato tra acquirente e venditore.
6. Trasparenza delle Condizioni di Vendita: Le condizioni di vendita, compresi i termini di pagamento e il periodo di chiusura, sono rese chiare e trasparenti prima dell'asta. Questo garantisce che tutti i partecipanti conoscano le regole e le aspettative.
7. Sicurezza Legale: Le aste immobiliari sono spesso soggette a regolamentazioni legali rigorose per garantire un processo equo e trasparente. Queste regole legali possono variare da una giurisdizione all'altra.
8. Deposito di Garanzia: Il vincitore di un'asta immobiliare è solitamente tenuto a versare un deposito di garanzia come conferma dell'acquisto. Questo dimostra l'impegno del compratore verso l'acquisto della proprietà.
9. Tempo Limitato: Le aste immobiliari hanno solitamente un tempo limitato, con un orario prestabilito per le offerte e la chiusura dell'asta. Questo crea un senso di urgenza tra i partecipanti.
In sintesi, le aste immobiliari si distinguono dagli altri tipi di aste per la loro trasparenza, la competizione aperta, e la vendita di beni immobili, offrendo un modo unico per acquistare o vendere proprietà immobiliari

## Pubblicazione
Le modalità di pubblicazione degli avvisi di vendita sono definite dalla legge del 14 maggio 2005, n. 80. L'articolo 490 del Codice di procedura civile prevede che, in caso di vendita all'asta di beni mobili e immobili derivanti da un atto esecutivo, venga pubblicato un avviso contenente tutti i dati di pubblico interesse. L'avviso deve essere affisso per tre giorni consecutivi nell'albo dell'ufficio giudiziario davanti al quale si svolge il procedimento esecutivo.
Se il valore dei beni mobili supera i 25.000 euro o sono presenti immobili, l'avviso deve essere pubblicato anche in appositi siti internet e in quotidiani nazionali almeno 45 giorni prima del termine di presentazione delle offerte o della data dell'asta, congiuntamente a copia dell'ordinanza del giudice e a una stima dei beni (ai sensi dell'art. 173-bis del codice di procedura civile). 
Se lo ritiene opportuno, il giudice può stabilire la diffusione della notizia anche con altri mezzi pubblicitari.
Molti tribunali (ad es. quelli del distretto di Milano) pubblicano periodicamente tutti gli annunci su uno o più quotidiani riunendoli in una sola pagina dedicata; è quindi possibile informarsi in una volta sola, periodicamente, di tutte le vendite di quel tribunale. È utile informarsi presso le Cancellerie o sul sito internet dell'ufficio per conoscere la data di pubblicazione.
Nell'avviso d'asta viene omesso il nome del debitore per tutelarne la riservatezza.

## Valutazione di convenienza
La questione più ricorrente è capire se conviene comprare a un'asta giudiziaria.
La partecipazione a un'asta giudiziaria può essere generalmente conveniente soprattutto a seguito di asta deserta, per cui il prezzo viene ribassato a una nuova messa in asta, ed essere di conseguenza un buon investimento. In pratica non conviene acquistare a primo incanto. Talvolta il bene, soprattutto se beni mobili come auto, imbarcazioni, attrezzature varie, ecc., viene messo in vendita a cifre irrisorie dopo precedenti aste deserte, vanificando oltretutto la garanzia di soddisfazione da parte dei creditori che hanno promosso il pignoramento. 

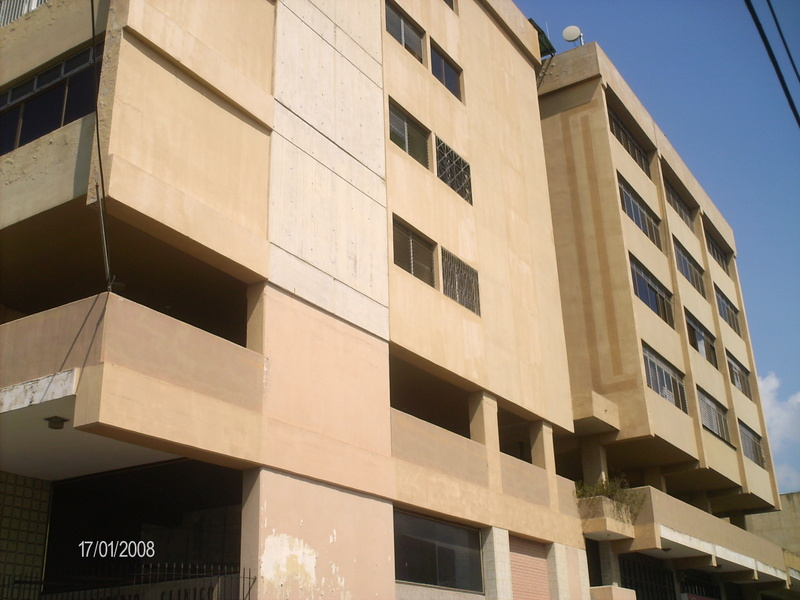

Generalmente non è conveniente acquistare immobili o terreni indivisibili e non in piena proprietà e messi in asta quindi per una sola quota, la quale può essere variabile. Se tale quota è la sola pignorabile, all'acquisto si entra in comproprietà del bene con altri e di conseguenza non se ne ottiene il pieno godimento; è possibile che oltre ai vantaggi dei possibili introiti percentuali derivanti da eventuali affitti, ci possano essere al contrario ulteriori oneri per gestione, ristrutturazione obbligatoria degli immobili e spese condominiali. Un esempio è dato dal possibile acquisto di una frazione di proprietà pari a 1⁄2 o 1⁄3 di un normale appartamento che non può essere ovviamente utilizzato, se non pagando una quota di affitto agli altri comproprietari, nel caso che questa possibilità venga comunque concessa. Di conseguenza è molto difficile rivenderlo per liberarsi da ulteriori complicazioni e per tentare di ottenere un ricavo dall'operazione globale. Inoltre è praticamente impossibile utilizzarlo nel caso che l'immobile sia già abitato e le rimanenti quote siano intestate agli occupanti l'immobile, soprattutto se residenti in regime di prima casa. Può essere conveniente invece l'acquisto di una quota di immobili di prestigio come appartamenti storici, ville o locali commerciali venduti a prezzo ribassato e per cui un eventuale introito garantisca quantomeno la redditività dell'investimento.
Altro aspetto molto importante da considerare per la relativa convenienza nel caso di aste relative ad appartamenti ed edifici è la effettiva regolarità in tutti gli aspetti del bene acquistato, come concessioni edilizie, abusi edilizi parziali e/o necessità di modifiche o demolizioni necessarie per riportare l'immobile alla regolarità. In tal caso si può incorrere in ulteriori spese e gravami per ottenere la relativa sanatoria ed eventuale certificato di abitabilità, necessario per rivendere l'immobile e ottenere nel caso anche mutui. Conviene quindi porre particolare attenzione alla relazione tecnica allegata alla perizia dello stato dell'immobile e alla sua planimetria, altrimenti il rischio è quello di vanificare l'investimento, con la reale possibilità di perdere ulteriormente anche parte del capitale investito.
In certi casi è inoltre necessario l'accertamento di reale disponibilità del bene immobile, nel caso sia utilizzato in regime di possesso da un terzo non avente causa che abbia la possibilità di richiedere atto di proprietà per usucapione anche a seguito di pignoramento per avvenuto raggiungimento dei termini legali.
Infine, aspetto non trascurabile, è la corretta valutazione della documentazione presente e in particolare della perizia di stima del bene oggetto dell'asta. Occorre infatti considerare il periodo storico di redazione della stessa soprattutto per valutare eventuali scostamenti temporali che possono avere effetti sul valore attuale rispetto a quello stimato. Un esempio è dato dalla volatilità del mercato immobiliare che può rendere una perizia di stima diversa (per difetto o eccesso) rispetto al momento attuale. Lo stesso vale per le condizioni materiali dell'immobile che per effetto di un periodo troppo lungo di tempo trascorso, può aver avuto peggioramenti sostanziali rispetto alla valutazione.

## Incongruenza
L'esecuzione forzata, una estrema forma giudiziaria spesso preceduta da una procedura concorsuale, è utilizzata per riuscire a risarcire creditori o esecutori, ma perde spesso totalmente di efficacia poiché non si sono ottenute le cifre necessarie a pagare i debiti e si è agito nei confronti di soggetti, generalmente imprenditori e artigiani, non più in grado di onorare dei debiti contratti per pagare servizi e forniture per svariati fattori come:
- sopraggiunti stati di malattia grave e impossibilità di continuare a lavorare
- crisi finanziaria, quindi mancanza di ordini o di consumi e di relativa liquidità
- essi stessi sono creditori nei confronti di altri e/o dello stesso Stato, per cui non sono riusciti a ottenere soddisfazione dei loro crediti
- inaccessibilità a crediti e finanziamenti di origine bancaria per reddito insufficiente o perché inseriti nei registri dei cattivi pagatori

Di conseguenza con il pignoramento dei beni le imprese non sono più in grado di pagare i loro debiti poiché non disponendo più di impianti, attrezzature e immobili, non sono certamente in grado di risollevarsi e quindi di garantire l'occupazione ai titolari delle imprese e ai loro dipendenti che si trovano da un giorno all'altro senza lavoro e senza nessun'altra fonte di reddito.
Vi sono innumerevoli strutture industriali pignorate e abbandonate al degrado poiché non vi sono fondi per la custodia e la manutenzione. In attesa di vendita, dato che le relative aste nonostante i ribassi vanno deserte, queste perdono completamente di valore e anzi hanno un alto costo di gestione burocratica e fiscale. In taluni casi i costi relativi allo smaltimento di coperture in eternit, amianto e di altri materiali tossici sono talmente elevati e superiori al valore degli immobili che non è quindi possibile riuscire a vendere anche con ulteriori ribassi, ma è necessario addirittura offrire una contropartita economica e di defiscalizzazione per gli eventuali interessati che ne vogliano entrare in possesso e realizzare ulteriori attività imprenditoriali.

## Aste famose
Nel 2003 una particolare asta giudiziaria del Tribunale di Milano ha suscitato molta attenzione e curiosità in Italia, per via della peculiarità degli oggetti venduti.
La vendita derivava dal fallimento della società di Angelino Borra e Caterino Borra proprietari di Radio 101, in relazione al crack Credieuronord, ed ebbe grande risonanza sia per le dimensioni e per il gran numero di lotti, sia per il fatto di essere una delle prime in Italia a essere gestite prevalentemente online, sia per la particolarità di alcuni lotti.
Tra gli oggetti all'incanto vi erano 
- 19 aerei, tra cui alcuni militari, e addirittura un C-130; si trattava in prevalenza di rottami
- 1.188 motociclette
- 11 elicotteri, di cui alcuni militari
- 62 auto, comprese alcune di lusso e d'epoca, in parte rottami
- 46 veicoli militari
- 136 apparecchi radio d'epoca

e altri oggetti di varie categorie merceologiche per un totale di 3.075 unità, per un totale di oltre 2 milioni di euro.
Altro fatto che ha destato molto clamore è quello avvenuto nel 2011 della messa all'asta da parte del tribunale di Milano di numerosi lussuosi villaggi turistici sparsi in varie mete tropicali appartenenti al noto tour operator I Viaggi del Ventaglio e per cui al momento del fallimento molti viaggiatori si sono trovati in una situazione difficile mentre ancora trascorrevano le vacanze. Si sono tentate numerose soluzioni ma infine i giudici fallimentari hanno deciso per il fallimento mettendo all'asta i vari villaggi turistici per riuscire a fronteggiare l'ingente somma debitoria, ammontante a circa 200 milioni di euro.
Sempre nel 2011 in Sardegna si è aperto un clamoroso dibattito relativo a Equitalia che ha pignorato terreni, fabbricati, insediamenti produttivi, attrezzature e case a seguito di ingiunzione nei confronti di agricoltori, allevatori e pastori che avendo richiesto un contributo governativo poi non corrisposto e per cui le aziende si sono rese insolventi nei confronti di numerosi creditori tra cui lo stesso Stato per i mancati versamenti contributivi. È stato quindi creato un movimento che ha organizzato numerose forme di protesta contro i pignoramenti. La Regione Sardegna si è attivata varando un piano chiamato Piattaforma di Novazione per cui si è richiesto ai giudici fallimentari di emettere una sospensiva dei pignoramenti e di ristrutturare i debiti con forme di rifinanziamento anche con garanzie da parte di parenti.